# Schraderella
Schraderella là một chi rêu trong họ Sematophyllaceae.